# حكم الأغلبية

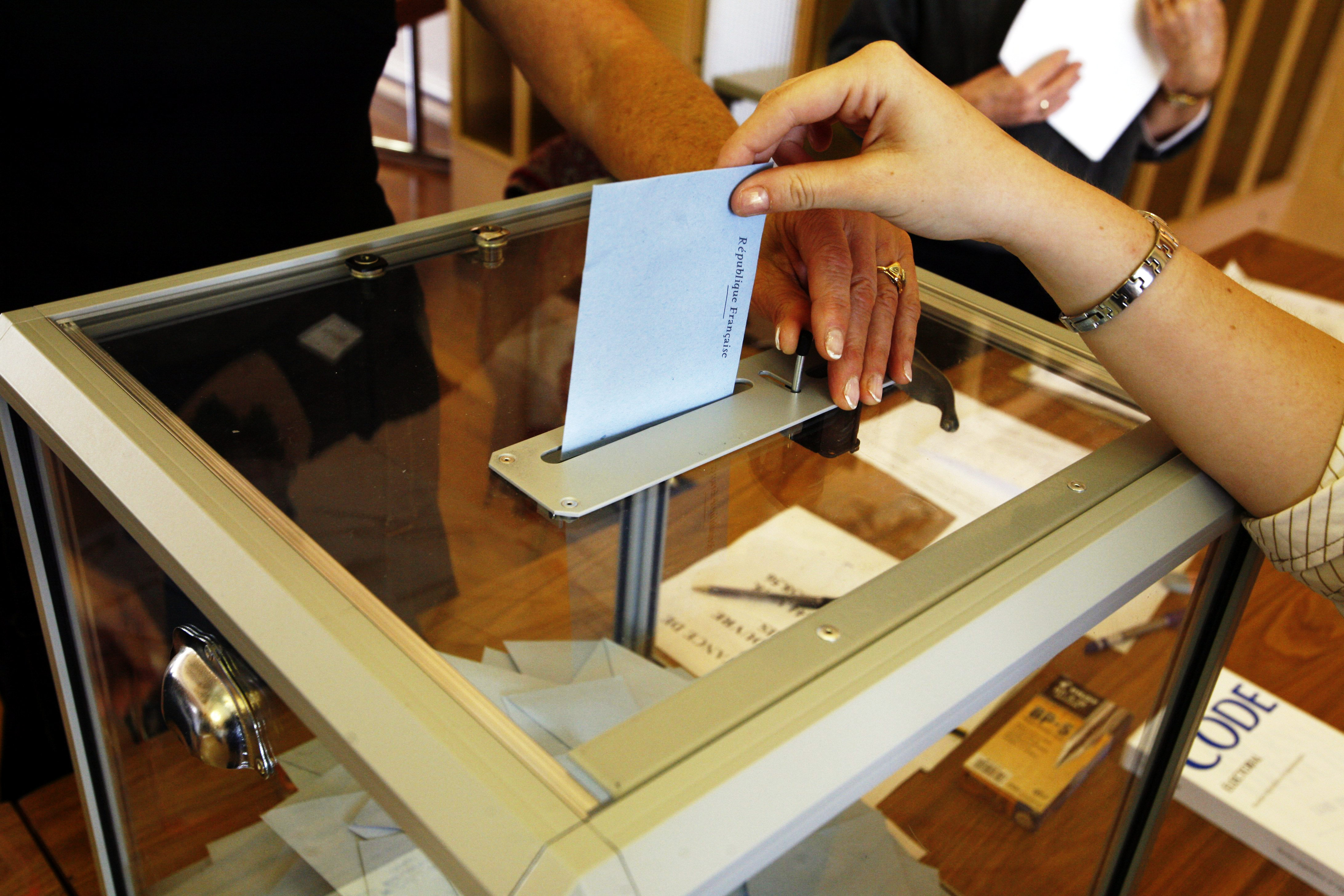

فلسفة حكم الأغلبية: من أكثر الانتقادات شيوعاً والتي توجه إلى الديمقراطية هو خطر «طغيان الأغلبية». وأول من نحت هذا المصطلح هو ألكسيس دو تاكفيل في كتابه «الديمقراطية في أمريكا، الذي ألفه عام 1831» ولكن العبارة مع ذلك تُنسب إلى جون ستيوارت ميل، إذ وردت في كتابه «حول الحرية» الذي ألفه عام 1859؛ وكانت حينها تشير إلى الانسجام الاجتماعي وليس إلى الحكم الديمقراطي.
لم تكن قضية الأغلبية بخافية على الديمقراطيات اليونانية القديمة. وهي قضية منفصلة عن المعيار العالمي لحق التصويت ولكنها تتضمن حقاً دستورياً واسعاً لأنه بخلاف ذلك ستكون هناك أقليات متناحرة. ويمكن تطبيق هذا الحق في الديمقراطية المباشرة والنيابية. يتضمن «طغيان الأغلبية» القول بأن حكومة تعكس وجهة نظر الأغلبية بإمكانها إتخاذ إجراءات لقمع أقلية معينة. وهذه الأغلبية في بعض الأحيان هي أغلبية نسبية من الناخبين وهي تعد لذلك أقلية. وهنا تمارس إحدى الأقليات طغيانها على أقلية أخرى باسم الأغلبية. إن الأغلبية المهيمنة سياسياً (وهي إما أغلبية حقيقية أو نسبية) قد تقرر بأن أقلية معينة – سواء كانت دينية أو سياسة أو عقائدية أو من يحملون فكر الأقلية، يجب تجريمها إما بصورة مباشرة أو غير مباشرة. وهذا يقوض الفكرة القائلة بأن الديمقراطية تخويل للناخبين ككل.
والامثلة المحتملة على طغيان الأغلبية تتضمن:
- أصدرت عدد من الدول الأوروبية قرارات تحظر استخدام رموز دينية شخصية معينة. ينظر البعض لهذا الحظر على أنه موجّه إلى الأمور التي تعد رموزاً إسلامية – كالحجاب والبرقع والنقاب. وقد تم حظر استخدام الرموز المشار إليها آنفاً في المدارس العامة في فرنسا حسب قانون العلمانية والرموز الدينية الواضحة. يرى معارضو الحظر أن فيه انتهاكاً لحق الحرية الدينية، أما مؤيدوه فيرون فيه جزءاً من نشاطات فصل الدين عن الدولة.
- منع المواد الإباحية يحدده مدى استعداد الأغلبية للقبول بها. ففي الولايات المتحدة يعد توزيع المواد الإباحية أمراً محظوراً إذا انتهك المنشور «المقاييس الاجتماعية» للحشمة.
- القانون الخاص بالإجهاض إنما تحدده المواقف الدينية للأغلبية. فبالنسبة لمؤيدي «الحياة» من مناوئي الإجهاض تعد الأجنة غير المولودة أقلية مظلومة وعاجزة ومحرومة من حقوقها لذا فإن فرض حظر على الإجهاض يعتبر استخداماً صحيحاً لسلطة الدولة.
- الاستخدام الترفيهي للعقاقير والمخدرات أيضاً مقنن (أو يمكن تحمله على الأقل) إلى الدرجة التي تراها الأغلبية مقبولة. وقد يرى من يتعاطى العقاقير والمخدرات أنفسهم أقلية مضطهدة، أو ضحايا تجريم غير مبرر.
- معاملة المجتمع للشاذين جنسياً تدخل هي الأخرى في سياق النقطة السابقة. فقد كان يتم تجريم أفعال الشذوذ الجنسي في الديمقراطيات بشكل واسع حتى قبل عدة سنوات خلت، وفي بعض الديمقراطيات لا زالت تلك الأفعال موضع تجريم وهو ما يعكس العادات الدينية أو الجنسية للأغلبية.
- شهدت الديمقراطية الإثنية وكذلك الولايات المتحدة في بدايات تأسيسها نظام العبودية.
- تم انتقاد تجنيد الناس في الولايات المتحدة في بدايات حرب فيتنام على أنه اضطهاد لأقلية محرومة من حقوقها وهم الشبان بين 18 – 21 عاماً. وكردّ على ذلك تم رفع عمر من يشملهم التجنيد إلى 19 عاماً فيما تم خفض من يحق لهم التصويت في عموم البلاد (إلى جانب خفض من يحق لهم شرب الكحول في عدد من الولايات). وفي الوقت الذي لم يعودوا فيه محرومين من حقوقهم فإن الخاضعين للتجنيد ظلوا أقلية.
- الأغلبية هي غالباً من يفرض الضرائب على الأقلية الغنية بنسب عالية متزايدة، وذلك بنية تحميل الاغنياء عبئاً أكبر لأغراض تحسين الأوضاع الاجتماعية. وهو ما تتم معادلته من قبل الأغنياء بلجوئهم إلى خبرات المختصين (مستشاري الضرائب والمحامين).

في الديمقراطيات الغربية المزدهرة يشكل الفقراء أقلية بين السكان، وقد تحرمهم الأغلبية من الذين يرفضون التحويل الضريبي. وينطبق ذلك على وجه الخصوص في الحالات التي يشكل فيها الفقراء طبقة سفلى متميزة حينها قد تلجأ الأغلبية إلى استخدام العملية الديمقراطية بالنتيجة لحرمانهم من حماية الدولة.
الديمقراطية الإثنية الكلاسيكية هي التي أعدمت سقراط بتهمة عدم التقوى، أو بمعنى آخر لكونه يحمل رأياً مخالفاً رغم أن مدى ارتباط هذا المثال بالديمقراطية المعاصرة لا زال موضع جدل.
من الإمثلة التي غالباً ما يَشار إليها في الحديث عن طغيان الأغلبية هو مجيء أدولف هتلر إلى السلطة عن طريق إجراءات ديمقراطية مشروعة. فقد حصل الحزب النازي على الحصة الأكبر من أصوات الناخبين في جمهورية فايمار في عام 1933. وقد يعد البعض هذا مثالاً على «طغيان الأغلبية» بما أن هتلر لم يحصل قط على غالبية الأصوات، ولكن الشائع بالنسبة لنظام تعددي للمسارسة السلطة في الديمقراطيات، ولهذا فإن بروز نجم أدولف هتلر لا يمكن اعتباره غير ذي علاقه بما نناقشه هنا. ولكن مع هذا فإن انتهاكات نظامه الواسعة في مجال حقوق الإنسان إنما حدثت عقب إلغاء الحكم الديمقراطي. كما أ، دستور جمهورية فايمار في حالة «طواريء» سمح للقوى الدكتاتورية بالظهور وبإيقاف العمل بأساسيات الدستور نفسه من دون الرجوع إلى تصويت أو انتخابات، وهو ما ليس مسموحاً به في معظم الأنظمة الديمقراطية الليبرالية.
يردّ مؤيدو الديمقراطية على الانتقادات الموجهة إلى «طغيان الاغلبية» بعدة نقاط: أولها، وجود الدستور في العديد من الدول الديمقراطية يعمل كوقاية ضد طغيان الأغلبية. وعلى العموم يتطلب إجراء التغييرات في تلك الدساتير موافقة الأغلبية الساحقة للنواب المنتخبين، أو موافقة قاض وهيئة محلفين للتأكد من أن الأدلة والإجراءات المطبقة من قبل الدولة لإجراء التغيير المذكورة قانونية، أو تتطلب تصويتين مختلفين من قبل النواب بين عمليتين انتخابيتين أو في بعض الأحيان إجراء استفتاء للمصادقة على التغيير. وغالباً ما يتم المزج بين العديد من هذه الإجراءات. كما إن فصل السلطات إلى تشريعية وتنفيذية وقضائية يجعل من الصعب على أغلبية بسيطة أن تفرض إرادتها. وهذا يعني أنه لا زال بإمكان أغلبية ما أن تضطهد أقلية ما بصورة شرعية (وهو أمر لا زال محل جدل من الناحية الأخلاقية) ولكن تلك الأقلية لابد وأن تكون صغيرة جداً أو عملياً يصعب إقناع قسم أكبر من الناس بالموافقة على إجراءات كهذه.
والحجة الأخرى التي يقدمها المدافعون عن الديمقراطية هو أن الأغلبيات والأقليات يمكن أن تتخذا هيئات وأشكال مختلفة وفي قضايا مختلفة. فالناس عادة يتفقون مع رأي الأغلبية في بعض القضايا ويخالفون رأيها في قضايا أخرى. كما أن آراء الفرد معرضة هي الأخرى لأن تتغير. ولهذا فإن بإمكان أعضاء في أغلبية ما التقليل من الاضطهاد الحاصل لأقلية ما طالما انهم هم أيضاً مرشحون لان يصبحوا ضمن إحدى الأقليات في المستقبل.
والحجة الثالثة الشائعة هي أن حكم الأغلبية برغم مخاطره أفضل من أشكال الحكم الأخرى وان طغيان الأغلبية في كل الأحوال هو نسخة معدلة ومحسنة من طغيان الأقلية. ويدفع مؤيدو الديمقراطية بان الأدلة والبراهين الإحصائية تظهر بانه كلما زادت جرعة الديمقراطية كلما قلت درجة العنف الداخلي وقتل الشعب. وهو ما يُطلق عليه أحياناً بقانون رومل الذي ينص على أنه كلما حصل الناس على قدر أقل من الحريات الديمقراطية كلما زادت احتمالات أن يتعرضوا للقتل من قبل حكامهم.